# Annibale Gilardoni
Annibale Gilardoni (Roma, 6 giugno 1873 – Roma, 5 luglio 1948) è stato un politico italiano.

## Biografia
Figlio di Pietro e di Erminia Rogantini. Suo padre era un Maresciallo dei Carabinieri Reali la cui famiglia, di estrazione contadina, era originaria di Prà Filippo, località montana sita nel Comune di Bellagio, mentre sua madre, nativa di Firenze, proveniva da una famiglia di commercianti benestanti.
Laureato giovanissimo in giurisprudenza per alcuni anni lavora alla Corte dei conti e come impiegato nell'amministrazione provinciale di Roma. All'età di 30 anni si dedica alla professione forense e consegue una cattedra all'Università di Roma e al Politecnico di Milano. Fondatore dell'Unione delle province d'Italia e direttore del suo periodico ufficiale nel 1924 viene eletto deputato nelle file del Partito Popolare. Antifascista, nel periodo parlamentare conduce una dura battaglia sul quotidiano di partito Il Popolo contro gli abusi in materia finanziaria e tributaria del regime. Come aderente alla secessione dell'Aventino il 9 novembre 1926 viene dichiarato decaduto dal mandato parlamentare e allontanato dall'insegnamento. Nel 1945 entra di diritto alla Consulta nazionale come deputato aventiniano.